# Млечни пут
Млечни пут је премошћена спирална галаксија у којој се налази наш Соларни систем и која је члан Локалне галактичке групе унутар Вирго суперјата галаксија. Назив „млечни пут” је изведен од изгледа наше галаксије гледано са Земље у ноћно небо на коме се може видети светла трака формирана од густо поређаних звезда, које се не могу појединачно разликовати голим оком.
Термин Млечни пут је превод латинског назива , који је проистекао из грчког назива γαλαξίας κύκλος (galaxías kýklos, „млечни круг”). Галилео Галилеј је први разлучио унутар траке светлости појединачне звезде са својим телескопом 1610. године. Са Земље, Млечни пут изгледа као трака, или опсег, зато што се његова структура у облику диска посматра изнутра. Од средине 18. века изнето је мишљење да је појаву облика траке веома густо распоређених звезда могуће објаснити претпоставком да Млечни пут има облик сличан облику сочива, или диска. До раних 1920-их, већина астронома је сматрала да Млечни пут садржи све звезде у Свемиру. Тек у 20. веку, након Велике дебате из 1920. године између астронома Харлоу Шеплија и Хебера Кертиса, посматрања Едвина Хабла су показала да је Млечни пут само једна од многих галаксија.
Млечни пут је премошћена спирална галаксија са пречником између 100.000 и 180.000 светлосних година. Процењује се да Млечни пут садржи 100–400 милијарди звезда. Вероватно постоји бар 100 милијарди планета у Млечном путу. Соларни систем је лоциран унутар диска, око 26.000 светлосних година од галактичког центра, на унутрашњем ободу једне од спиралних акумулација гаса и прашине званог Орионов крак. Звезде у унутрашњих ≈10.000 светлосних година формирају испупчење и један или више кракова се радијално шири из испупчења. Сам центар је означен једним интензивним радио извором, који се зове Стрелац А, који је вероватно супермасивна црна рупа.
Звезде и гасови у широком опсегу растојања од галактичког центра ротирају по орбити брзином приближно 220 km у секунди. Константна брзина ротације је у контрадикцији са законима кеплерове динамике, што сугерише да знатан део масе Млечног пута не емитује нити апсорбује електромагнетну радијацију. Та маса се назива „тамном материјом”. Ротациони период је око 240 милиона година у позицији Сунца. Млечни пут као целина се креће брзином од приближно 600 km у секунди у односу на екстрагалактичке референтне оквире. Најстарије звезде Млечног пута су скоро старе колико и сам Свемир и стога су вероватно формиране непосредно након тамног доба Великог праска.
Млечни пут има неколико сателитских галаксија и део је локалне групе галаксија, која је компонента Вирго суперкластера, који је компонента Ланијакејског суперкластера.
Пример физичке величине Млечног пута: Уколико би се наша Галаксија умањила тако да њен пречник износи 130 km, пречник Сунчевог система би у том случају износио 2 милиметра. Галактички Хало шири се изван галаксије али је лимитиран захваљујући сателитима Млечног пута, Малог и Великог Магелановог облака, који у афелу имају удаљеност од 180.000 светлосних година. Визуелна апсолутна магнитуда Млечног пута износи −20,9. Иако је Млечни пут само једна од милијарди галаксија у видљивом делу универзума, она је од посебног значаја за људски род јер је дом Сунчевог система.

## Етимологија
Млечни пут превод је латинске речи Via Lactea, док је корен речи изведен из грчке речи galaxia - (gala, galactos значи млеко). Иначе, по старогрчком миту Млечни пут настао је када се млеко излило из прсију богиње Хере по небу, приликом тајног дојења Херакла, којег је подметнуо Зевс.
Млечни пут у српском језику носи и народни назив Кумова слама.
Термин Галаксија написан великим словом Г односи се на галаксију Млечни пут, док израз галаксија написано малим словом г означава било коју другу галаксију и врсту објекта у васиони.

## Историја
Старост Млечног пута је тешко утврдити, али се процењује на око 13,6 милијарди година колико износи старост неких од звезда у нашој галаксији, скоро колико и сам свемир (13,7 милијарди година).

## Састав и структура
Верује се да по облику наша галаксија спада у групу пречкастих спиралних галаксија. Састоји се од језгра окруженог диском састављеним од гаса, прашине и звезда. Диск се састоји од четири велика и два мала крака, који извиру из центра галаксије. Од 2006. године, на основу научних анализа, верује се да маса Млечног пута износи 5,8×1011M☉ и да садржи између 200 и 400 милијарди звезда. Апсолутна магнитуда Млечног пута је процењена на −20.9. Претпоставља се да већину масе (95%) Млечног пута чини тамна материја која формира Хало тамне материје чија маса се креће између 600 и 3000 милијарди сунчевих маса M☉, и концентрисана је према галактичком центру.

## Физичка својства
Млечни пут се састоји од тела облика диска са средишњим испупчењем, халоа и короне.
Млечни пут је премошћена спирална галаксија чија је укупна маса око трилион пута већа од масе Сунца. У Млечном путу стази налази се између 200 и 400 милијарди звезда и велика количина међузвездане материје − светле и тамне. Млечни пут је творевина у облику диска или сочива пречника око 100 000 светлосних година, а у попречном смеру много мање. У средишту се налази задебљање дужине око 30 000 светлосних година. Анализа динамике звезда и међузвездане материје сугерише да светла материја (она која емитује електромагнетско зрачење) чини само 10% укупне масе галаксије. Остатак чини тзв. тамна материја.
Материја није равномерно распоређена између средишта и руба − већина материје се налази у спиралним краковима (четири велика и два мања − иако најновије слике НАСА телескопа Спитзер показују да је Млечни пут премоштена спирална галаксија, а не sa четири крака). Спирални кракови су накупине звезда и међузвездане материје које изгледају као да се „одмотавају” од средишта галаксије. Подручја стварања звезда и подручја јонизованог водоника налазе се управо у крацима. У подручјима између кракова густина материје је 2 до 3 пута мања него у краковима. Сунце је од средишта удаљено око 26 000 светлосних година, унутар диска, на унутрашњем рубу крака који се назива Орионов крак. Цела галаксија је у стању кретања, али не као чврсто тело, па стално мења свој облик (иако врло споро за наше поимање). Као и остале звезде, Сунце кружи око центра галаксије. За један пуни круг му треба око 220 милиона година и тај период се назива космичка година.
Изнад и испод диска се налази подручје галактичког халоа. Хало садржи око 150 кугластих скупова звезда. Кугласти скупови су накупине (агломерације) старих звезда, најстаријих у галаксији. Врло је мало светле материје у халоу у поређењу с диском галаксије, међутим, гравитацијске студије показују да се управо у халоу налази највећи део „тамне материје” у галаксији. Тамна материја се протеже до удаљености од чак 300 000 светлосних година од средишта и формира галактичку корону.
Само средиште наше галактике, које се налази у смеру сазвежђа Стрелац, је заклоњено од погледа густим непрозирним облацима прашине. На срећу, прашина не зауставља електромагнетско зрачење у инфрацрвеном, радио, гама и рендгенском делу електромагнетског спектра, па се та подручја спектра користе за истраживање галактичког средишта. Сложени радио извор у близини галактичког центра назван је Стрелац А. Сматра се да се у средишту налази велика црна рупа чија маса још није прецизно утврђена - процене се крећу од 100 до 3 милиона маса Сунца. Прва фотографија ове црне рупе објављена је 2022. године.
Количина масе унутар Сунчеве орбите око галактичког центра је приближно 9,0 × 1010 пута већа од Сунчеве масе.

### Књиге
- Логос, Александар А. (2017). Путовање мисли : увод у потрагу за истином. Београд.
- Koupelis, Theo; Kuhn, Karl F. (2007). In Quest of the Universe. Jones & Bartlett Publishers. стр. 492; Figure 16—13. ISBN 978-0-7637-4387-1.
- Schiller, Jon (2010). Big Bang & Black Holes. CreateSpace. стр. 163. ISBN 978-1-4528-6552-2. Архивирано из оригинала 20. 11. 2016. г.
- Jankowski, Connie (2010). Pioneers of Light and Sound. Compass Point Books. стр. 6. ISBN 978-0-7565-4306-8. Архивирано из оригинала 20. 11. 2016. г.
- Sparke, Linda S.; Gallagher, John S. (2007). Galaxies in the Universe: An Introduction. стр. 90. ISBN 9781139462389.
- Thorsten Dambeck in Sky and Telescope, "Gaia's Mission to the Milky Way", March (2008). стр. 36–39.
- Cristina Chiappini, The Formation and Evolution of the Milky Way, American Scientist, November/December (2001). стр. 506–515
- McMillan, P. J. (јул 2011). „Mass models of the Milky Way”. Monthly Notices of the Royal Astronomical Society. 414 (3): 2446—2457. Bibcode:2011MNRAS.414.2446M. arXiv:1102.4340 . doi:10.1111/j.1365-2966.2011.18564.x.
- McMillan, Paul J. (11. 2. 2017). „The mass distribution and gravitational potential of the Milky Way”. Monthly Notices of the Royal Astronomical Society. 465 (1): 76—94. Bibcode:2017MNRAS.465...76M. arXiv:1608.00971 . doi:10.1093/mnras/stw2759.
- Kafle, P.R.; Sharma, S.; Lewis, G.F.; Bland-Hawthorn, J. (2012). „Kinematics of the Stellar Halo and the Mass Distribution of the Milky Way Using Blue Horizontal Branch Stars”. The Astrophysical Journal. 761 (2): 17. Bibcode:2012ApJ...761...98K. arXiv:1210.7527 . doi:10.1088/0004-637X/761/2/98.
- Kafle, P.R.; Sharma, S.; Lewis, G.F.; Bland-Hawthorn, J. (2014). „On the Shoulders of Giants: Properties of the Stellar Halo and the Milky Way Mass Distribution”. The Astrophysical Journal. 794 (1): 17. Bibcode:2014ApJ...794...59K. arXiv:1408.1787 . doi:10.1088/0004-637X/794/1/59.
- Gillessen, S.;  . (2009). „Monitoring stellar orbits around the massive black hole in the Galactic Center”. Astrophysical Journal. 692 (2): 1075—1109. Bibcode:2009ApJ...692.1075G. arXiv:0810.4674 . doi:10.1088/0004-637X/692/2/1075.
- Boehle, A.; Ghez, A. M.; Schödel, R.; Meyer, L.; Yelda, S.; Albers, S.; Martinez, G. D.; Becklin, E. E.; Do, T.; Lu, J. R.; Matthews, K.; Morris, M. R.; Sitarski, B.; Witzel, G. (3. 10. 2016). „AN IMPROVED DISTANCE AND MASS ESTIMATE FOR SGR A* FROM A MULTISTAR ORBIT ANALYSIS”. The Astrophysical Journal. 830 (1): 17. Bibcode:2016ApJ...830...17B. arXiv:1607.05726 . doi:10.3847/0004-637X/830/1/17.
- Gillessen, Stefan; Plewa, Philipp; Eisenhauer, Frank; Sari, Re'em; Waisberg, Idel; Habibi, Maryam; Pfuhl, Oliver; George, Elizabeth; Dexter, Jason; von Fellenberg, Sebastiano; Ott, Thomas; Genzel, Reinhard (28. 11. 2016). „An Update on Monitoring Stellar Orbits in the Galactic Center”. The Astrophysical Journal. 837: 30. Bibcode:2017ApJ...837...30G. arXiv:1611.09144 . doi:10.3847/1538-4357/aa5c41.

### Чланци
- Gillessen, S.;  . (2009). „Monitoring stellar orbits around the massive black hole in the Galactic Center”. Astrophysical Journal. 692 (2): 1075—1109. Bibcode:2009ApJ...692.1075G. arXiv:0810.4674 . doi:10.1088/0004-637X/692/2/1075.
- Gillessen, Stefan; Plewa, Philipp; Eisenhauer, Frank; Sari, Re'em; Waisberg, Idel; Habibi, Maryam; Pfuhl, Oliver; George, Elizabeth; Dexter, Jason; von Fellenberg, Sebastiano; Ott, Thomas; Genzel, Reinhard (28. 11. 2016). „An Update on Monitoring Stellar Orbits in the Galactic Center”. The Astrophysical Journal. 837: 30. Bibcode:2017ApJ...837...30G. arXiv:1611.09144 . doi:10.3847/1538-4357/aa5c41.